# Theodor Rosetti

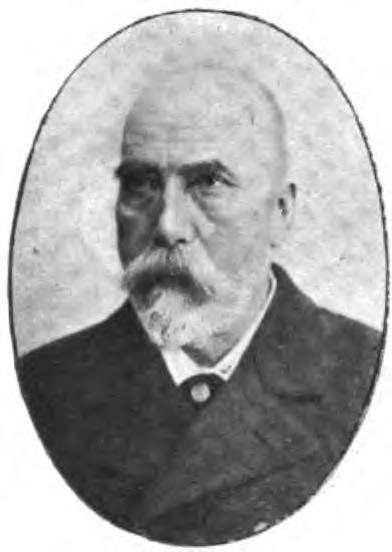
Theodor Rosetti

Theodor Rosetti, född 5 maj 1837 i Iași eller Vaslui, död 17 juli 1923 i Bukarest, var en rumänsk politiker.
Rosetti studerade i Wien och Paris, var 1875–76 arbetsminister i Lascăr Catargius konservativa regering, blev sedermera en av ledarna för junimisternas grupp och chef för den av dem bildade ministären april 1888 till april 1889; november 1889 till november 1890 var han justitieminister i Gheorghe Manus kabinett, varefter han ägnade sig åt bankverksamhet.